# Chlorure de lutécium(III)
Le chlorure de lutécium(III) ou trichlorure de lutécium est un composé chimique du lutécium et du chlore de formule LuCl3. Il forme des cristaux monocliniques blancs hygroscopiques et également un hexahydrate hygroscopique LuCl3·6H2O. Le chlorure de lutécium(III) anhydre possède la structure en couches YCl3 (AlCl3) avec des ions lutécium octaédriques.
Le lutécium-177, un radioisotope qui peut être dérivé du chlorure de lutécium(III), est utilisé dans les thérapies ciblées contre le cancer. Lorsque le lutécium-177 est attaché à des molécules qui ciblent spécifiquement les cellules cancéreuses, il peut délivrer un rayonnement localisé pour détruire ces cellules tout en épargnant les tissus sains environnants. Cela rend les traitements à base de lutécium-177 particulièrement précieux pour les cancers qui sont difficiles à traiter avec les méthodes traditionnelles, tels que les tumeurs neuroendocrines et le cancer de la prostate.
De plus, le chlorure de lutécium(III) est utilisé dans des scintillateurs, des matériaux qui émettent de la lumière lorsqu'ils sont exposés à des rayonnements. Ces scintillateurs sont essentiels dans les détecteurs de rayons gamma et d'autres particules à haute énergie, utilisé à la fois dans le diagnostic médical et la recherche scientifique.

## Réactions
Du lutécium métallique pur peut être fabriqué à partir du chlorure de lutécium(III) en le chauffant avec du calcium élémentaire :
2 LuCl3 + 3 Ca → 2 Lu + 3 CaCl2